# 9. návštěvní expedice (ISS)
9. návštěvní expedice (zkráceně EP-9; rusky Девятая экспедиция посещения, ЭП-9) na Mezinárodní vesmírnou stanici (ISS) byla krátkodobá výprava amerického podnikatele Gregory Olsena na stanici. Po týdenním pobytu na ISS a splnění plánovaného programu se Olsen vrátil na Zem.

## Posádka

### Hlavní
- Gregory Olsen (1), účastník kosmického letu, soukromník

V závorkách je uveden dosavadní počet letů do vesmíru včetně této mise.

### Záložní
- Sergej Kostěnko, účastník kosmického letu, soukromník

## Průběh výpravy

### Přípravy
Mezinárodní vesmírná stanice (ISS) byla od začátku listopadu 2000 trvale osídlena lidmi. Základní posádky stanice byly do havárie Columbie střídány raketoplány, jako záchranné čluny jim sloužily lodě Sojuz. Po přerušení letů raketoplánů v důsledku havárie byla velikost základních posádek stanice snížena na dva kosmonauty, jejichž dopravu zajišťovaly Sojuzy. Třetí místo v lodích obsazovali členové návštěvních posádek, po týdnu se vracející na Zem starým Sojuzem.
Místo v Sojuzu TMA-7 v říjnu 2005 obsadil americký podnikatel Gregory Olsen. Olsenovi zprostředkovala společnost Space Adventures výcvik ve Středisku přípravy kosmonautů (CPK) v Hvězdném městečku už od dubna 2004, s tím, že poletí na jaře 2005. Později se mluvilo o možnosti posunutí jeho cesty do vesmíru na podzim 2004. V červnu 2004 ale Olsena lékaři prohlásili za nevhodného k letu (špatně snášel přetížení). Američan se nevzdal, na jaře 2005 úspěšně prošel lékařskými testy a od května 2005 obnovil přípravu s plánem letu v říjnu 2005.
Náhradníkem Olsena byl už v dubnu 2004 určen Sergej Kostěnko, vedoucí ruské pobočky firmy Space Adventures. Výcvikem procházel společně s Američanem, letěl by ovšem pouze v případě, že by Olsen byl vyřazen z posádky v závěrečné etapě přípravy.

### Let
Valerij Tokarev a William McArthur z Expedice 12 společně s Olsenem odstartovali 1. října 2005 ve 3:55 UTC z kosmodromu Bajkonur v lodi Sojuz TMA-7; po dvou dnech samostatného letu se 3. října ve 5:27 UTC spojili se stanicí.

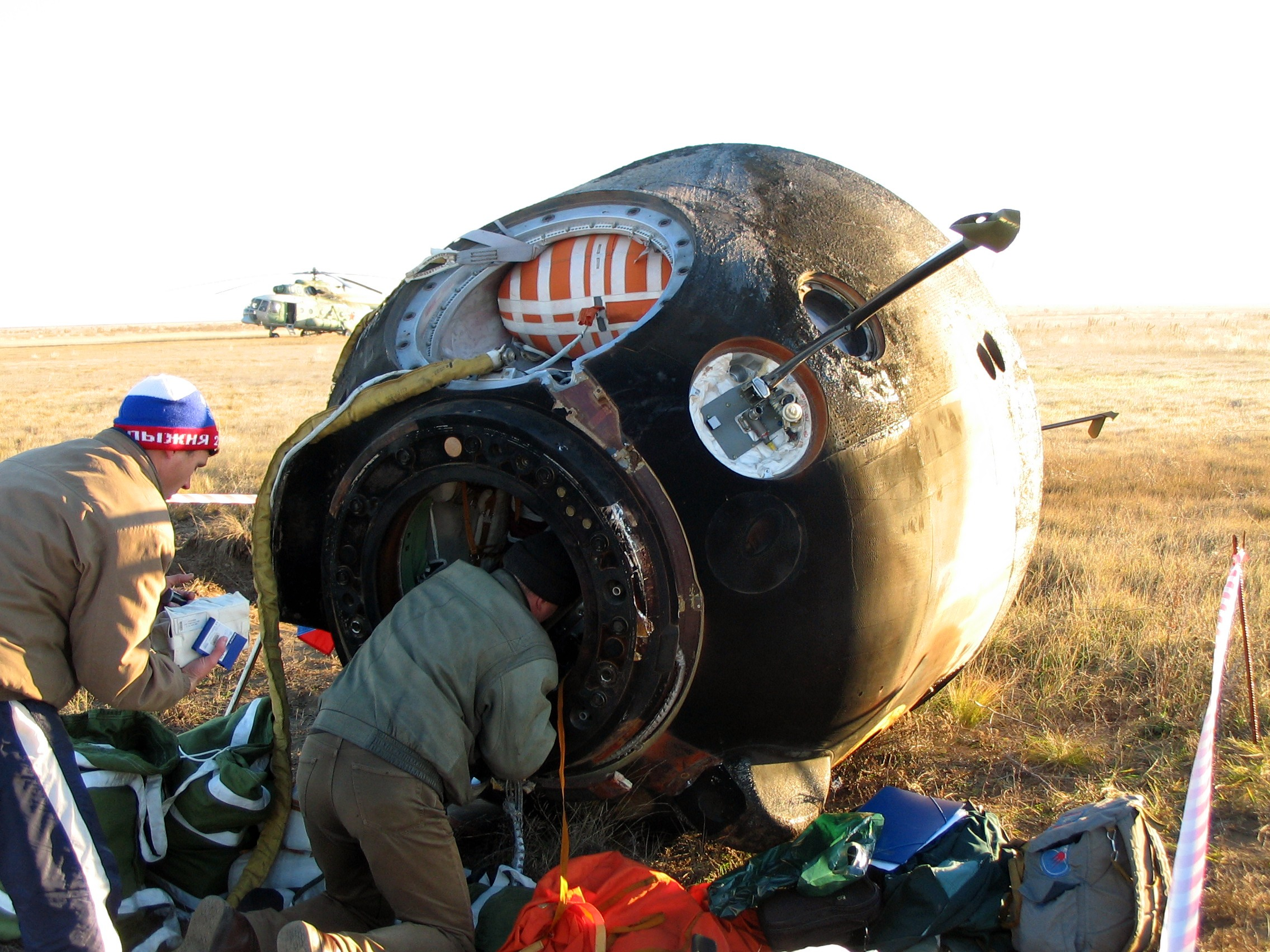
Technici společnosti Eněrgija vyndávají náklad z přistávacího modulu Sojuzu TMA-6. Posádka Sergej Krikaljov, John Phillips, Gregory Olsen vystoupila už dříve. 11. října 2005

Po spojení se kosmonauti uvítali se stálou posádkou ISS, vyložili náklad pro stanici a zahájili plánovanou činnost. Olsen provedl několik experimentů pro ESA, a sice studium adaptace vestibulárního aparátu člověka na stav beztíže a sledování prostorových vjemů v experimentu MOP; studium atrofie vnitřních svalů lidského těla ve stavu beztíže a jejich reakce nazvané Back Pain/Muscle a odběr vzorků a studium mikroorganismů na palubě stanice a jejich přizpůsobení podmínkám kosmického letu v pokusu Sample. Dále Olsen uskutečnil telemost CUP-M – ISS – CUP-M v reálném čase; pohovořil s radioamatéry; pořídil snímky povrchu Země vysokorozlišující kamerou; pořídil fotografie a videozáznamy dění na palubě stanice a orazítkoval dovezené poštovní známky. Olsen se věnoval výše uvedenému programu 30 hodin, pomohl i Valerij Tokarev. Z 15 kg materiálu a osobních věcí, které měl Olsen právo vyvést na ISS, si mohl přivést zpět třetinu.
Po týdenním pobytu na ISS se 10. října 2005 ve 21:49 UTC Olsen a vracející se posádka Expedice 11 v Sojuzu TMA-6 odpoutali od stanice a na druhý den v 1:09 UTC přistáli v severním Kazachstánu, nedaleko od Arkalyku.